# Rhipidia tripectinata
Rhipidia tripectinata är en tvåvingeart som först beskrevs av Alexander 1931.  Rhipidia tripectinata ingår i släktet Rhipidia och familjen småharkrankar.
Artens utbredningsområde är Colombia. Inga underarter finns listade i Catalogue of Life.